# Gene Gotti
Pour les articles homonymes, voir Gotti (homonymie).
Gene Gotti, né en 1946, est un mafieux new-yorkais, membre de la famille Gambino.

## Jeunesse et famille
Il naît en 1946 de John et Fannie Gotti. Il a eu quatre frères, l'ancien parrain décédé des Gambino John Gotti, Peter, Richard et Vincent. Gene a une femme, Rosalie, trois enfants et huit petits-enfants. Sa maison se situe dans Valley Stream à New York.
Il est devenu un associé de la famille Gambino vers 1966. En 1969, Gene est condamné pour vol dans un embarcadère et est envoyé dans une prison fédérale durant trois mois. En 1973, Gene est condamné par un tribunal d'État pour port d'arme illégale et est condamné à dix-huit mois dans une prison d'État.

## Carrière
En 1976, il devient membre de la famille Gambino. En 1985, il a été promu capo quand son frère John Gotti est devenu le boss de a famille.
Gene était un gros trafiquant de drogue notoire et il est une des raisons pour lesquelles John est devenu patron. Gene et son ami d'enfance Angelo Ruggiero revendaient de la drogue, malgré l'interdiction de Paul Castellano, le boss de la famille à l'époque. Lorsque Castellano s'en est aperçu, John a alors décidé de tuer Castellano pour protéger son frère Gene et son ami Angelo Ruggiero, mais également pour devenir le boss de la famille.

## Condamnation
Gene a été condamné en 1989 pour trafic de drogue et a reçu une peine de 50 ans de prison. 
Il a été réduit au rang de soldat car il n'a pas respecté les règles de la famille, l'interdiction de vendre des drogues, bien qu'après la mort de Castellano, la famille ait changé cette règle. 
Sa libération est prévue en 2018, à l'âge de 72 ans.